# Stewart-Haas Racing

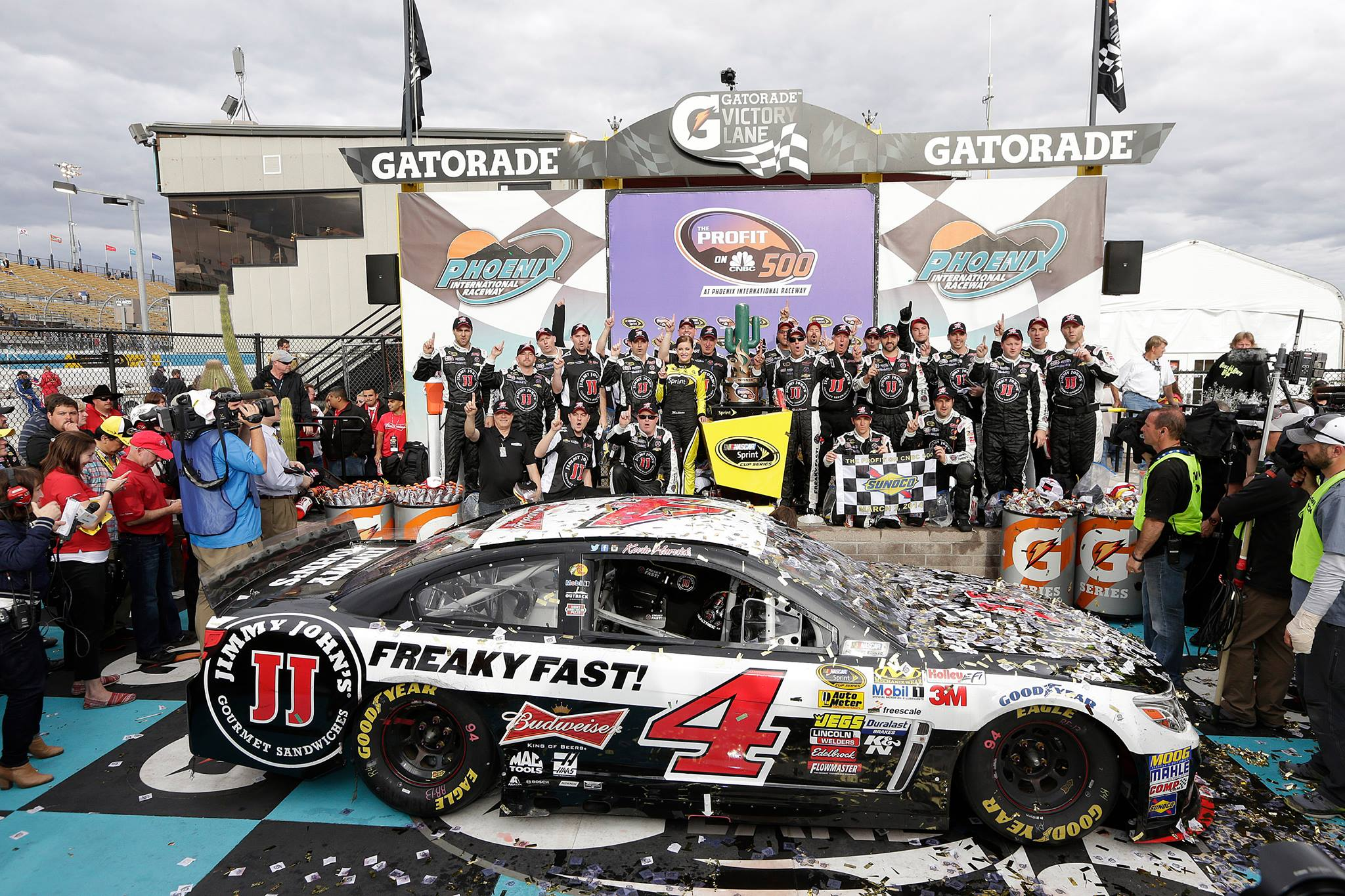
Carro de Kevin Harvick em 2014

Stewart Haas Racing (antigamente conhecida como Haas CNC Racing) é uma equipe da NASCAR com sede em Kannapolis, Carolina do Norte. A equipe é de propriedade de Tony Stewart e Gene Haas.